# دژ بسطام
دژ بسطام در همسایگی روستای بسطام در باختر شهر قره‌ضیاءالدین در بخش مرکزی شهرستان چایپاره در استان آذربایجان غربی جای گرفته‌است.
در جنوب غربی این روستا محوطه تپه‏ ای باستانی قرار گرفته که بروی آن، دژ اورارتوئی واقع گردیده است. قلعه بسطام و به قول روسای دوم، "شهر کوچک روسا"، نیز عنوان قلعه‌ای اورارتوئی با محوطه مسکونی متصل به آن است. این قلعه در سده هفتم پ.م. رونق کامل داشته است . به نظر می رسد سابقه سکونت در منطقه بسطام، به سال ها قبل از سده 7پ.م. بازگردد اهمیت منطقه بسطام برای اورارتو مخصوصا بعد از لشگرکشی 714 پ.م. سارگون دوم پادشاه قدرتمند آشور، و نیز به لحاظ وجود کوه‌های صخره‌ای توروس جنوبی واقع در شمال بین ‏النهرین و سرزمین ‏های حکومت آشور و جنوب آناتولی شرقی، که سدی طبیعی برای اورارتو در مقابل حمله آشور از جنوب و غرب بوده است، ایجاد می کرد به عبارت دیگر دست‏ییابی دشمن اورارتو از جنوب تقریبا ناممکن بوده است و تنها مسیر لشکرکشی آشور به اورارتو منطقه شرق اورارتو و دامنه ‏های شمال شرقی زاگرس بوده است به نظر لازم بوده که در منطقه قلعه‌ای محکم ساخته شود. این قلعه و استحکامات نظامی آن توسط روسای‏ دوم  (646-680 ق.م.) پسر آرگیشتی‏ دوم  در حوالی اواسط سده هفتم قبل از میلاد با اهداف و ماموریت‌های نظامی ساخته شد. 

بسطام یکی از مهم‌ترین شهرهای اورارتویی زمان خود بوده‌است. این دژ پس از چیرگی قوم ماد بر این منطقه به‌صورت متروک رها شده و تنها در دوران قرون وسطی (هم‌زمان با دوره مغول) توسط گروهی از مسیحیان بکار گرفته شده که از آثار آنها نقش صلیبهایی روی صخره‌ها باقی مانده‌است.
این اثر در دهه ۱۹۶۰ میلادی توسط ولفرم کلایس کشف و در سالهای ۱۹۷۰ تا ۱۹۷۶ توسط گروه باستانشناسی آلمانی کلایس کاوش گردیده و بخشی از اطلاعات مربوط به یافته ها و داده‌های باستانشناسی در سایت بیانلی آلمان با عنوان قلاع اورارتویی شمال غرب ایران و آذربایجان غربی تحت عنوان مقاله مشهود است .
بعد ها در سال ۱۳۷۷ تا ۱۳۷۹ هجری شمسی توسط گروه باستانشناسی دکتر خطیب شهیدی مورد کاوش قرار گرفته است.
آثار دوره اورارتویی شامل: ساختمان شرقی، محله مسکونی، قلعه، آثار پشت دژ و کانال آبرسانی است. کاوش‌های باستانی نشان می‌دهد که این دژ در مدت پنجاه سال و در سه مرحله ساخته شده و دارای معبد، بازار، و جایگاه حکومتی، برج، بارو، دروازه و راه‌های پنهان خروج ویژه خود بوده‌است. قلعه دارای دیوارهای مستحکم سنگی است که روی صخره‌ای بلند، رو به دشت و دره‌ای بزرگ جای دارد. این دژ همچنین دارای سه اشکوب (طبقه) با کارکردهای گوناگون است:
- اشکوب زیرین دربرگیرنده دروازه، مهمانسرا، اصطبل و جایگاه سربازان
- اشکوب میانی که نیایشگاهی است با اتاق‌های گوناگون
- اشکوب بالایی که اوج هنر معماری اورارتویی است و دارای سکونت گاه، جایگاه فرماندهی و راه‌های خروجی به بیرون از دژ است.